# Borkowo
Borkowo je vesnice v severovýchodní části Polska v okrese Kolno Podleského vojvodství. Leží 157 km severovýchodně od Varšavy, v historickém Mazovsku.
Vlastní vesnice Borkowo čítá 715 obyvatel.
První zmínka o lokalitě pochází z 15. století.